# 梅德维德卡河
梅德维德卡河（俄语：Река Медведка），前成西南岔河（俄语：Река Синанча），是滨海边疆区丘古耶夫卡区的河流，源起西南岔山脉，长25公里，流域面积435平方公里，注入乌苏里江。1972年更为现名。

## 引用
1. ↑  . 国家水登记处.   [2024-08-18]. （原始内容存档于2024-12-02） （俄语）.
2. ↑  А·П·穆拉诺夫. . 列宁格勒: 气象出版社. 1966 （俄语）.
3. ↑  . 列宁格勒: 气象出版社 （俄语）.
4. ↑  Т·А·基谢尔科瓦娅. . 列宁格勒: 气象出版社. 1977 （俄语）.
5. ↑   (PDF). www.vladcity.com. （原始内容 (PDF)存档于2011-07-17）.